# アメリカ合衆国最高裁判所長官
アメリカ合衆国最高裁判所長官（アメリカがっしゅうこくさいこうさいばんしょちょうかん、英: Chief Justice of the United States）は、アメリカ合衆国連邦政府の司法府の長であり、アメリカ合衆国最高裁判所の首席判事（Chief Justice）。初代最高裁判所長官は、ジョン・ジェイである。現職の長官は、ジョン・グローバー・ロバーツ・ジュニア（第17代）である。
最高裁判所長官は、9人の最高裁判所裁判官のうちの1人であり、残る8人は陪席判事（Associate Justice）である。原語名を直訳すると合衆国首席裁判官となり、最高裁のみならず司法府全ての長であることが強調された官名になっている。

## 概要
最高裁判所長官はアメリカ合衆国における最高位の司法官であり、連邦裁判所のための最高総務責任者として活動し、アメリカ合衆国裁判所事務局長官を任命する。最高裁判所長官は、司法府の報道官（スポークスパーソン）としての役割も担う。
最高裁判所長官は、最高裁判所の業務を主導する。長官は、法廷における口頭弁論を司る。法廷が意見を提出する際には、多くの場合長官が意見の執筆者を決定する。つまり、最高裁判所長官には法廷の会議に対する重要議題設定権がある。大統領の弾劾裁判は過去に2度あったが、その際最高裁判所長官は上院の裁判を司る。近年では、最高裁判所長官も大統領に大統領就任宣誓をさせる儀礼上の義務を負う。

## 歴代長官
| 代 | 長官の氏名                                    | 長官の氏名 | 期間                           | 在任期間     | 任期中の大統領（太字 は指名者） |
| -- | --------------------------------------------- | ---------- | ------------------------------ | ------------ | --- |
| 1  | ジョン・ジェイ John Jay                       |            | 1789年10月19日 - 1795年6月29日 | 5年 + 253日  | ジョージ・ワシントン |
| 2  | ジョン・ラトリッジ John Rutledge              |            | 1795年7月1日 - 1795年12月28日  | 138日        | ジョージ・ワシントン |
| 3  | オリヴァー・エルズワース Oliver Ellsworth     |            | 1796年3月4日 - 1800年9月30日   | 4年 + 282日  | ジョージ・ワシントン ジョン・アダムズ |
| 4  | ジョン・マーシャル John Marshall              |            | 1801年1月31日 - 1835年7月6日   | 34年 + 152日 | ジョン・アダムズ トーマス・ジェファーソン ジェームズ・マディソン ジェームズ・モンロー ジョン・クィンシー・アダムズ アンドリュー・ジャクソン                                                                                     |
| 5  | ロジャー・B・トーニー Roger B. Taney          |            | 1836年3月15日 - 1864年10月12日 | 28年 + 198日 | アンドリュー・ジャクソン マーティン・ヴァン・ビューレン ウィリアム・ハリソン ジョン・タイラー ジェームズ・ポーク ザカリー・テイラー ミラード・フィルモア フランクリン・ピアース ジェームズ・ブキャナン エイブラハム・リンカーン |
| 6  | サーモン・P・チェイス Salmon P. Chase         |            | 1864年12月6日 - 1873年5月7日   | 8年 + 143日  | エイブラハム・リンカーン アンドリュー・ジョンソン ユリシーズ・グラント |
| 7  | モリソン・ウェイト Morrison Waite             |            | 1874年3月4日 - 1888年3月23日   | 14年 + 19日  | ユリシーズ・グラント ラザフォード・ヘイズ ジェームズ・ガーフィールド チェスター・A・アーサー グロバー・クリーブランド |
| 8  | メルヴィル・フラー Melville Fuller            |            | 1888年10月8日 - 1910年7月4日   | 21年 + 269日 | グロバー・クリーブランド ベンジャミン・ハリソン ウィリアム・マッキンリー セオドア・ルーズベルト ウィリアム・タフト |
| 9  | エドワード・D・ホワイト Edward Douglass White |            | 1910年12月19日 - 1921年5月19日 | 10年 + 151日 | ウィリアム・タフト ウッドロウ・ウィルソン ウォレン・ハーディング |
| 10 | ウィリアム・H・タフト William Howard Taft     |            | 1921年7月11日 - 1930年2月3日   | 8年 + 207日  | ウォレン・ハーディング カルビン・クーリッジ ハーバート・フーヴァー |
| 11 | チャールズ・E・ヒューズ Charles Evans Hughes  |            | 1930年2月24日 - 1941年6月30日  | 11年 + 126日 | ハーバート・フーヴァー フランクリン・ルーズベルト |
| 12 | ハーラン・F・ストーン Harlan F. Stone         |            | 1941年7月3日 - 1946年4月22日   | 4年 + 293日  | フランクリン・ルーズベルト ハリー・S・トルーマン |
| 13 | フレッド・M・ヴィンソン Fred M. Vinson        |            | 1946年6月24日 - 1953年9月8日   | 7年 + 76日   | ハリー・S・トルーマン ドワイト・D・アイゼンハワー |
| 14 | アール・ウォーレン Earl Warren                |            | 1953年10月5日 - 1969年6月23日  | 15年 + 261日 | ドワイト・D・アイゼンハワー ジョン・F・ケネディ リンドン・ジョンソン リチャード・ニクソン |
| 15 | ウォーレン・E・バーガー Warren E. Burger      |            | 1969年6月23日 - 1986年9月26日  | 17年 + 95日  | リチャード・ニクソン ジェラルド・R・フォード ジミー・カーター ロナルド・レーガン |
| 16 | ウィリアム・レンクィスト William Rehnquist    |            | 1986年9月26日 - 2005年9月3日   | 18年 + 342日 | ロナルド・レーガン ジョージ・H・W・ブッシュ ビル・クリントン ジョージ・W・ブッシュ |
| 17 | ジョン・G・ロバーツ John Roberts              |            | 2005年9月29日 - 現在           | 19年 + 224日 | ジョージ・W・ブッシュ バラク・オバマ ドナルド・トランプ ジョー・バイデン |